# Emicho (Württemberg)
Emicho war ein schwäbischer Adliger des 12. Jahrhunderts aus dem Haus Württemberg.
Emicho wurde zwischen 1139 und 1154 mehrfach gemeinsam mit seinem älteren Bruder Graf Ludwig I. von Württemberg urkundlich erwähnt. Er war vermutlich ein Sohn Konrads II. von Württemberg und der Hadelwig.
Warum mit der Generation der Brüder Ludwig und Emicho von Württemberg der bisherige familiäre Leitname Konrad im Hause Württemberg abgelöst wurde durch den neuen Leitnamen Ludwig ist bisher unklar. Insbesondere der Name Emicho könnte ein Hinweis auf eine nahe Verwandtschaft zum Haus Leiningen sein. Die Anfänge des Hauses Leiningen und ein eventueller Bezug zum Geschlecht der Emichonen ist jedoch auch unklar. Weiterhin ist völlig unklar, ob die eventuelle Verwandtschaft zu den Leiningern oder den Emichonen über Emichos potentielle Mutter Hadelwig oder den unbekannten Großvater väterlicherseits entstanden ist.      
Bei der Umgestaltung des Parks des Schlosses Ludwigsburg zwischen 1798 und 1802 wurde nach den Ideen von Herzog Friedrich II. von Württemberg und den Plänen von Nikolaus Friedrich von Thouret ein mittelalterlichen Burgen nachempfundenes Turmbauwerk erstellt, das nach Emicho Emichsburg genannt wurde. Die Emichsburg wird heute im Märchengarten des Schlossparks als Rapunzelturm genutzt.